# Tómer Débora
Tómer Débora (en hebreo: תומר דבורה) (en español: La palmera de Débora) fue escrito en hebreo a mediados del siglo XVI por Moisés Cordovero, un cabalista judío que vivió en la ciudad de Safed, en el Imperio otomano. Este breve texto trata principalmente sobre la imitación de Dios mediante la adquisición de rasgos divinos mediante las sefirot. La primera edición se publicó en Venecia en 1588. Aunque no es leído ampliamente entre los judíos hoy en día, es popular en la tradición del Musar, que se centra en el cultivo individual de las midot o cualidades de Dios. El título Tómer Débora ha sido tomado del Libro de los Jueces.

## Resumen de la obra
La palmera de Débora es una obra ética y cabalística escrita por el Rabino Moisés Cordovero (1522-1570), uno de los principales cabalistas de la Escuela de Safed, dedicado al significado cabalístico, y a la aplicación de la doctrina de la imitación de Dios. El autor propone un método para imitar a Dios, que Cordovero desarrolla en diez capítulos, los cuales describen cómo parecerse a las diez sefirot.
Este libro es el más editado de los escritos del Rabino Cordovero, ya que se convirtió en el libro de cabecera de los estudiantes de las academias talmúdicas lituanas, los cuales fueron influenciados por el movimiento ético del Musar, del Rabino Yisroel Salanter. Desde el siglo XVI hasta el siglo XVIII, este tratado inspiró una literatura ética y cabalística.
Este texto no es una escritura especulativa o esotérica como muchas obras cabalísticas, sino un tratado moral que fue, y sigue siendo un libro de referencia para algunos círculos de estudio. Es una obra de edificación que trata de la manera en que el hombre debe comportarse, y los hábitos que debe adquirir en sus relaciones con los demás para parecerse a Dios. Lo que hace que esta obra sea singular, es la conjunción de ética y Cábala, aunque sigue siendo sobre todo un texto cabalístico.
Es quizás el avance ético y metafísico más directo del pensamiento judío en su conjunto, tanto su lenguaje como su contenido, se mezclan agudamente con el misticismo más elevado y la práctica religiosa más exigente.
Las sefirot son precisamente el punto central de este libro. El hombre es especialmente digno por su dimensión ética. Debe intentar alcanzar la santidad mediante la imitación de las sefirot y la adquisición de sus virtudes. Esta imitación de Dios es estrictamente ética y filosófica. Aunque el árbol sefirótico es metafísico, el aspecto puramente científico es dejado a un lado en beneficio de la ética.
La acción y la presencia de Dios en el Mundo pasan por las diez sefirot, o los diez grados de emanación; estos son el puente entre el Mundo sensible del hombre y el Mundo de Dios. A los ojos del cabalista no hay separación entre los dos mundos, y cada sefirá indica el camino a seguir en su trabajo de mejora personal. El libro está dividido en diez capítulos:

## Capítulos

Árbol de las sefirot.

- El capítulo 1: trata sobre la semejanza con el nivel más alto, la corona (Kéter), donde el hombre debe imitar los trece atributos de misericordia divina.
- El capítulo 2: trata sobre la sabiduría (Jojmá), y sobre cómo el hombre debe proteger a todas las criaturas vivientes.
- El capítulo 3: trata sobre el entendimiento (Biná), el arrepentimiento, cómo regresar y hacer teshuvá.
- El capítulo 4: explica cómo alcanzar el bien, mediante la sefirá de la generosidad (Jésed).
- El capítulo 5: trata sobre el poder, la justicia (Geburáh), la retribución, la ley judía y su cumplimiento.
- El capítulo 6: trata sobre la plenitud y la belleza (Tiféret), y cuál debe ser la actitud de los estudiantes hacia la gente.
- El capítulo 7: trata con la humildad, por el parecido con las características del rostro, y sobre la victoria (Netsaj).
- El capítulo 8: indica cómo debe comportarse el hombre para mantener un contacto permanente con la divinidad y la majestad (Hod).
- El capítulo 9: trata sobre la sefirá de la resistencia, la conciencia, y la racionalidad, sobre cómo apoyar a los estudiantes, y sobre la sexualidad humana. (Yesod)
- El capítulo 10: trata sobre la sefirá de la realeza (Maljut), enseña la humildad, el exilio voluntario, y los deberes del marido hacia su esposa.